# Jusuf Barčić
 (février 2025).
Jusuf Barčić (25 septembre 1967 – 30 mars 2007) était un leader salafiste bosniaque et le fondateur du mouvement salafiste en Bosnie-Herzégovine dont le leadership a façonné la communauté salafiste bosniaque.

## Début de vie
Barčić est né en 1967 dans le hameau de Barčići à Petrovice, Kalesija.   Il a étudié à la Madrasa de Gazi Husrev Bey , où de 1984 à 1987 il a mémorisé le Coran et est devenu un hafiz. 
Barčić a quitté la Bosnie-Herzégovine pendant la guerre de Bosnie et a étudié les études islamiques à Médine, en Arabie saoudite. Il a étudié sous la direction d'Al-Albani, l'une des autorités salafistes les plus connues.  Alors qu'il était étudiant, Barčić a effectué une relecture finale de l'édition de 1991 de la traduction bosniaque du Coran de Besim Korkut. La publication de la traduction du Coran a été ordonnée par le roi Fahd d'Arabie saoudite et a été financée par le ministère du Hajj et du Waqif d'Arabie saoudite. 
Pendant la guerre de Bosnie en 1992, Barčić était le représentant de l'Organisation internationale de secours islamique basée à Vienne pour la ville de Zenica. Le réseau établi par les organisations « caritatives » islamiques a contribué à diffuser une aide matérielle et non matérielle aux moudjahidines Bosniaques. Metodieva note que l’aide humanitaire de l’organisation islamique était liée à la croissance des communautés salafistes en Bosnie-Herzégovine. 

## Activisme religieux
Il est revenu en 1996 pour propager le salafisme, appelant à un « retour aux racines » de l'islam et défiant la communauté islamique de Bosnie-Herzégovine.  Avec Nusret Imamović, Barčić est devenu l'un des principaux dirigeants de la communauté néo-salafiste qui cherchait à défier l'ordre islamique traditionnel en Bosnie-Herzégovine. 
Le premier groupe néo-salafiste fondé par Barčić se trouvait dans le village de Donja Bočinja près de Maglaj. La majorité des membres étaient des combattants étrangers du détachement El Mudžahid de l'armée de la République de Bosnie-Herzégovine.    Barčić, une figure charismatique issue de l'éducation saoudienne, était attaché à l'idéologie des moudjahidines et réfutait la légitimité des institutions laïques,   et œuvrait à la création d'une société parallèle fondée sur la charia. 
Lorsque la communauté salafiste a été fondée à Gornja Maoča en 2000, elle disposait d’une direction informelle. Son premier chef était Barčić.  Les efforts de Barčić ont été financés par Muhamed Porča, un religieux bosniaque avec lequel il a étudié en Arabie saoudite et qui dirigeait la mosquée Al-Tawhid à Vienne,  où de nombreux musulmans bosniaques se sont installés. 

## Décès
Connu comme un conducteur imprudent, Barčić a été grièvement blessé après avoir perdu le contrôle de son véhicule et heurté un lampadaire près de Tuzla vers 2 heures du matin le 30 mars 2007. Il est décédé à 8h40  dans un hôpital de Tuzla.   Certains médias ont rapporté qu'il était mort à la suite d'une tentative de suicide,  ce qui n'a pas été confirmé. 
Son décès a fait débat au sein de la communauté Bosniaque, certains considèrent sa mort comme un assassinant du gouvernement camouflé en accident de voiture.
Barčić a été enterré dans son village natal de Barčići, et les funérailles ont été dirigées par son frère, l'imam Ismet Barčić.  Ses funérailles ont réuni 3 000 musulmans,    dont certains se sont affrontés à la police.  Parmi les participants se trouvait Husein Kavazović, alors Mufti de Tuzla et aujourd'hui Grand Mufti de Bosnie-Herzégovine. 

### Livres
- Tanja Dramac Jiries, Balkan Fighters in the Syrian War, Routledge, 2021 (ISBN 9781000436495)
- Ekrem Karić, Prilozi za povijest islamskog mišljenja u Bosni i Hercegovini XX stoljeća [« Contributions for the history of the Islamic thought in Bosnia and Herzegovina of the XX century »], vol. 1, Sarajevo, El-Kalem, 2004
- Besim Korkut, Kur'an s prevodom [« Qur'an with translation »], Medinah, Hadimu-l-Haremejni-š-Šerifejni-l-Melik, 1991 (ISBN 9786038382158)
- Enver Mulahalilović, Vjerski običaji muslimana u Bosni i Hercegovini [« The religious customs of Muslims in Bosnia and Herzegovina »], Tuzla, Hamidović, 1988
- William Racimora, Salafist/Wahhabite Financial Support to Educational, Social and Religious Institutions, Brussels, European Union, 2013 (ISBN 9789282343845)

### Études
- (it) Giovanni Giacalone, « Il jihadismo nei Balcani: i nuovi focolai bosniaci » [« Jihadism in the Balkans: the new Bosnian outbreaks »], ISPI Analysis, no 264,‎ 2014, p. 1–14
- Robert Donia, « Nationalism and Religious Extremism in Bosnia-Herzegovina and Kosovo since 1990 », Europe,‎ 2007 (lire en ligne)
- Zora Hesová, « Wahhabis and Salafis, daije and alimi: Bosnian neoSalafis between contestation and integration », Southeast European and Black Sea Studies, vol. 21, no 4,‎ 2021, p. 593–614 (DOI 10.1080/14683857.2021.1994209 , S2CID 244669103)
- Asya Metodieva, « The Radical Milieu and Radical Influencers of Bosnian Foreign Fighters », Studies in Conflict & Terrorism, vol. 46, no 9,‎ 2021, p. 1725–1744 (DOI 10.1080/1057610X.2020.1868097 , hdl 20.500.14018/13937 , S2CID 234149749)

### Titres de presse
- Anes Alic, « The Ringleaders of the Bosnia-Herzegovina Wahhabi Movement », Jamestown Foundation, Washington D.C.,‎ 23 mars 2007 (lire en ligne, consulté le 11 octobre 2022)
- « Balkan extremists », The Economist, London,‎ 12 juillet 2007 (lire en ligne, consulté le 11 octobre 2022)
- « Preminuo vođa bosanskih vehabija Jusuf Barčić » [« The leader of the Bosnian Wahbbists Jusuf Barčić died »], Index.hr, Zagreb,‎ 31 mars 2007 (lire en ligne, consulté le 16 février 2022)
- « Preminuo vođa bosanskih vehabija Jusuf Barčić » [« The leader of the Bosnian Wahabbists Jusuf Barčić died »], Jutarnji list, Zagreb,‎ 31 mars 2007 (lire en ligne, consulté le 16 février 2022)
- « Ubili Baričića, štite teroriste? » [« They murdered Barčić while protecting the terrorists? »], Radio Television of Vojvodina, Novi Sad,‎ 4 avril 2007 (lire en ligne, consulté le 16 février 2022)
- Merima Spahić, « Vehabije jurišaju na BiH džamije » [« Wahabbists are marching towards mosques in Bosnia and Herzegovina »], Nacional, Zagreb,‎ 13 mars 2007 (lire en ligne, consulté le 16 février 2022)
- J Šarac, « Vođa vehabija nije došao zbog džume » [« The leader of the Wahhabites didn't arrive because of jumah »], Nezavisne novine, Banja Luka,‎ 23 mars 2007 (lire en ligne, consulté le 11 octobre 2022)
- J Šarac, « Sahrana Jusufa Barčića u nedjelju » [« Jusuf Barčić's funeral on Sunday »], Nezavisne novine, Banja Luka,‎ 31 mars 2007 (lire en ligne, consulté le 16 février 2022)